# Hipotalamusno-hipofizni hormon
Hipotalamusno-hipofizni hormoni su klasa hormona koje proizvode hipotalamus i hipofiza. Mada su organi koji proizvode ove hormone relativno mali, ovi hormoni imaju znatan uticaj širom tela.
|                       | HPT osa       | HPA osa            | HPG osa                      | Rast  | Dojke                  |
| Hipotalamusni hormoni | TRH           | CRH                | GnRH                         | GHRH  | Dopaminski (inhibitor) |
| Pituitary hormon      | TSH           | ACTH               | LH i FSH                     | GH    | Prolaktin              |
| Krajnji organ         | Štitna žlezda | Наdbubrežna žlezda | Gonada (Testisi ili ovarije) | Jetra | Mlečna žlezda          |
| Produkt               | Tiroksin      | Kortizol           | Testosteron or estradiol     | IGF-1 | Mleko (nema podataka)  |

Moguće je da se funkcije ovih hormona menjanju fizičkom aktivnošću.